# Steven F. Udvar-Hazy Center

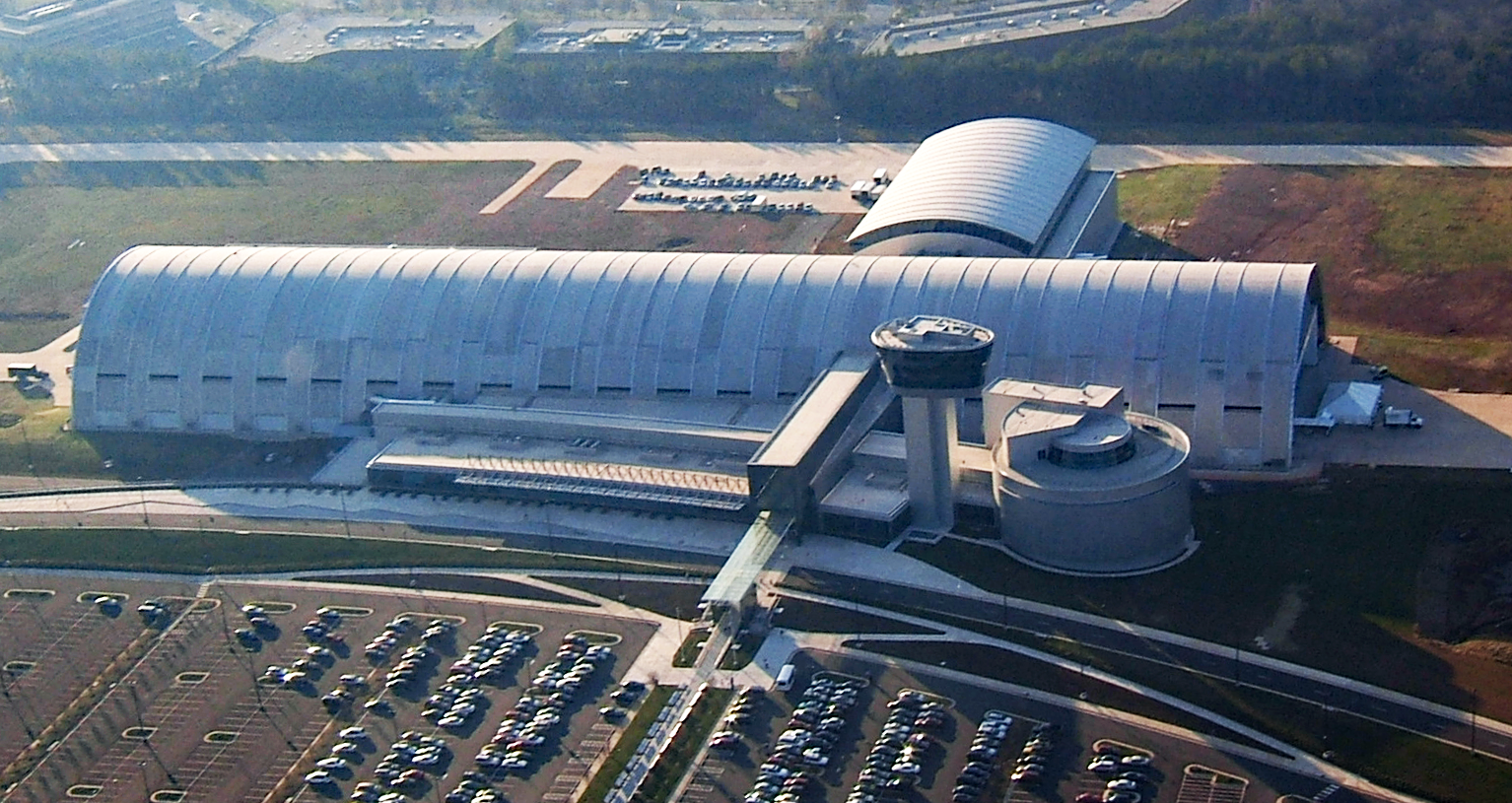
Imagem do anexo em 2004.

O Steven F. Udvar-Hazy Center é um anexo localizado no Museu do Ar e Espaço anexado ao Aeroporto Internacional Washington Dulles no Condado de Fairfax, Virginia, Estados Unidos.